# ناصر لامين
ناصر لامين (بالإنجليزية: Nasir Lamine)‏ (7 فبراير 1985 بغانا - ) هو لاعب كرة قدم غاني في مركز الوسط، شارك في الألعاب الأولمبية الصيفية 2004. وشارك مع منتخب غانا تحت 23 سنة لكرة القدم. أما مع النوادي، فقد لعب مع أشانتي غولد ونادي إيدوبياس يونايتد الجديد.

## وصلات خارجية
- ناصر لامين على موقع قاعدة بيانات كرة القدم.إي يو (الإنجليزية)
- ناصر لامين على موقع Soccerway.com (الإنجليزية)
- ناصر لامين على موقع عالم كرة القدم.نت (الإنجليزية)
- ناصر لامين على موقع أوليمبيديا (الإنجليزية)